# Katrin Mladek
Katrin Mladek (* 25. Jänner 1989 in Zwettl) ist eine österreichische Naturbahnrodlerin. Sie gehört dem Wintersportverein ihres Heimatortes Reichenau am Freiwald an, ist seit 2004 Mitglied des österreichischen Naturbahnrodelteams und startet seit der Saison 2006/2007 im Weltcup.

## Karriere
Mladek begann 1995 mit dem Naturbahnrodelsport. Schon bald gelangen ihr Erfolge bei den FIL-Jugendspielen und sie wurde 1998 und 1999 zweimal österreichische Schülermeisterin. Kurz vor ihrem 15. Geburtstag nahm sie in Kindberg erstmals an einer Juniorenweltmeisterschaft teil und belegte Platz sieben. In Garmisch-Partenkirchen erreichte sie zwei Jahre später bei der Juniorenweltmeisterschaft 2006 hingegen nur Rang 14.
Seit der Saison 2006/2007 startet Mladek im Weltcup. Am Ende dieses Winters erzielte sie in Moos in Passeier ihren ersten Top-10-Platz und erzielte im Gesamtklassement den zwölften Rang. Bei der Junioreneuropameisterschaft 2007 in St. Sebastian wurde sie Sechste. Die Weltcupsaison 2007/2008 war Mladeks bisher erfolgreichste. Mit einem neunten und einem zehnten Rang in Železniki zu Saisonende sowie zwei elften und zwei zwölften Plätzen erreichte sie Rang neun im Einsitzer-Gesamtweltcup. Bei der Juniorenweltmeisterschaft 2008 in Latsch erzielte sie den vierten Platz, blieb dabei aber über vier Sekunden hinter den Medaillenrängen. Wenig später kam sie bei der Europameisterschaft in Olang erstmals bei einem Titelkampf in der Allgemeinen Klasse zum Einsatz. Sie belegte mit knapp elf Sekunden Rückstand den elften Platz.
In der Weltcupsaison 2008/2009 war Mladeks bestes Ergebnis ein neunter Platz im ersten Rennen in St. Sebastian. Bei den letzten beiden Wettbewerben in Nowouralsk war sie nicht am Start und sie fiel auf Platz 13 in der Gesamtwertung zurück. Bei der Weltmeisterschaft 2009 im Passeier wurde sie Zwölfte. An der Europameisterschaft 2010 in St. Sebastian konnte sie nicht teilnehmen, weil sie in den Trainingsläufen an der mannschaftsinternen Qualifikation gegen Christina Götschl scheiterte. In der Weltcupsaison 2009/2010 war Mladeks bestes Ergebnis ein neunter Platz beim Finale in Garmisch-Partenkirchen, im Gesamtklassement wurde sie wie im Vorjahr Dreizehnte. In der Saison 2010/2011, in der sie wie im Vorjahr nicht an den beiden Auftaktrennen im russischen Nowouralsk teilgenommen hatte, fuhr sie zweimal unter die schnellsten zehn, womit sie Zwölfte im Gesamtweltcup wurde. Bei der Weltmeisterschaft 2011 in Umhausen belegte sie den 13. Platz.
In der Saison 2011/2012 nahm Mladek an drei der sechs Weltcuprennen teil. Sie erreichte mit einem achten Platz in Nowouralsk ihr bisher bestes Weltcupergebnis und wurde 14. im Gesamtweltcup. Bei der Europameisterschaft 2012 in Nowouralsk fuhr sie auf Platz neun.

## Erfolge

### Weltmeisterschaften
- Moos in Passeier 2009: 12. Einsitzer
- Umhausen 2011: 13. Einsitzer

### Europameisterschaften
- Olang 2008: 11. Einsitzer
- Nowouralsk 2012: 9. Einsitzer

### Juniorenweltmeisterschaften
- Kindberg 2004: 7. Einsitzer
- Garmisch-Partenkirchen 2006: 14. Einsitzer
- Latsch 2008: 4. Einsitzer

### Junioreneuropameisterschaften
- St. Sebastian 2007: 6. Einsitzer

### Weltcup
- 9. Gesamtrang im Einsitzer in der Saison 2007/2008
- 8 Platzierungen unter den besten zehn